# Anundshög
Anundshög, detto anche Anundshögen (in svedese: "tumulo di Anund") è un tumulo vicino Västerås nella contea di Västmanland, il più grande in Svezia. Ha un diametro di 60 metri ed è alto circa 9 metri.
Ai piedi del tumulo, accanto alla Eriksgata ("strada di Eric"), vi sono poste più pietre runiche, tra cui la imponente Vs13, eretta attorno all'anno 1000, che recita:
(Vastmanland)
Da questa iscrizione è derivata l'attribuzione del tumulo a re Anund, sebbene le misurazioni con il radiocarbonio diano una stima molto più antica, tra l'età del bronzo e quella del ferro.
Sempre in prossimità del tumulo vi sono i resti di undici sepolture minori (tra i 6 m e i 10 m di diametro), di dieci circoli di pietra e cinque navi di pietra, di cui due molto estese (51 m e 54 m), poste una dietro l'altra.

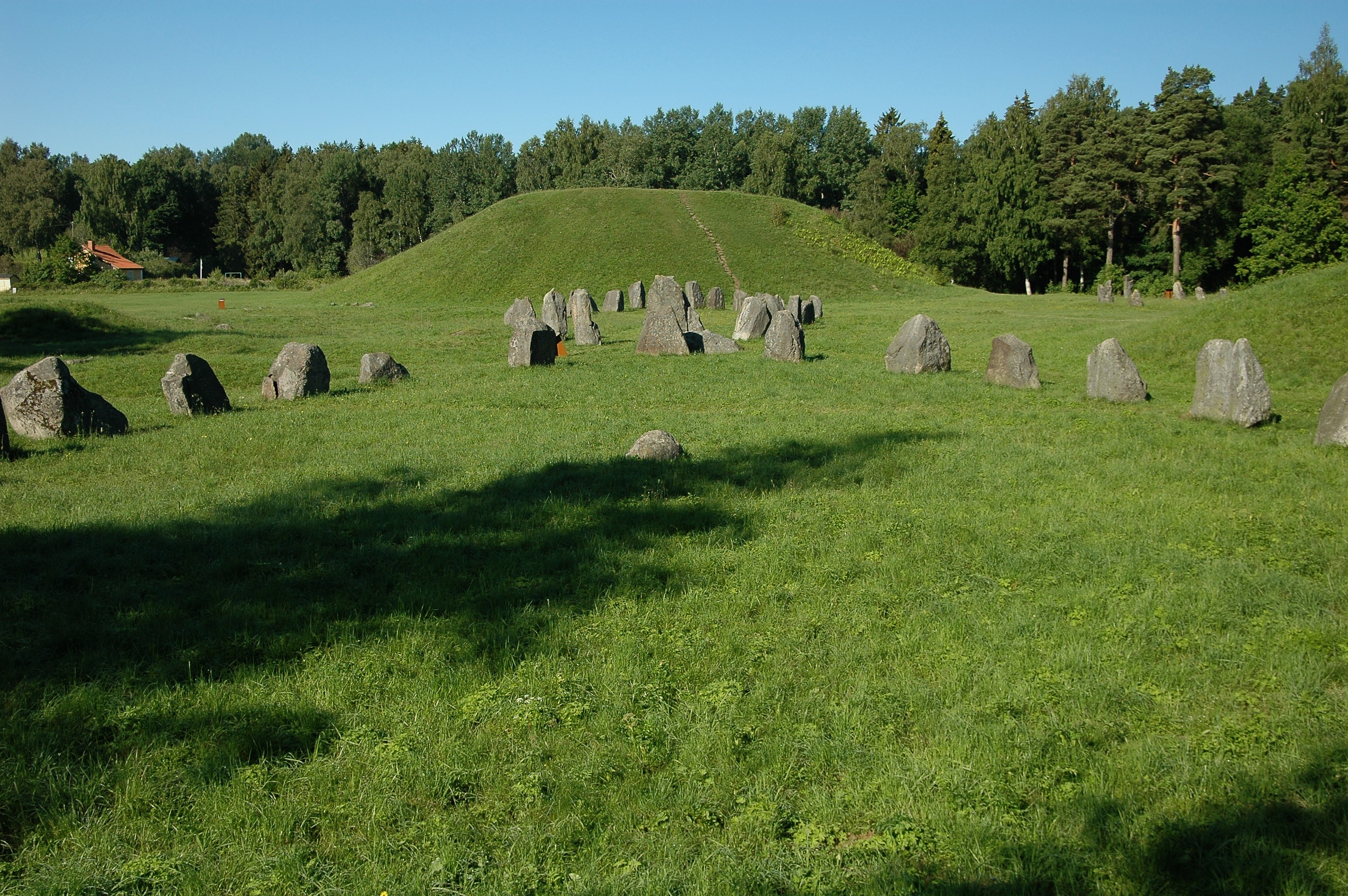
Le due navi di pietra, viste di fronte.

Nel lunghissimo periodo di esistenza del sito, esso fu utilizzato per rituali di ogni sorta e per le riunioni delle thing.
La maggior parte delle distruzioni avvenne attorno al 1600, presumibilmente perché la presenza del sito non era più accettabile per lo spirito cristiano del tempo
Molte delle pietre furono rierette o ricollocate negli anni sessanta del novecento.